# 二十世纪的神话

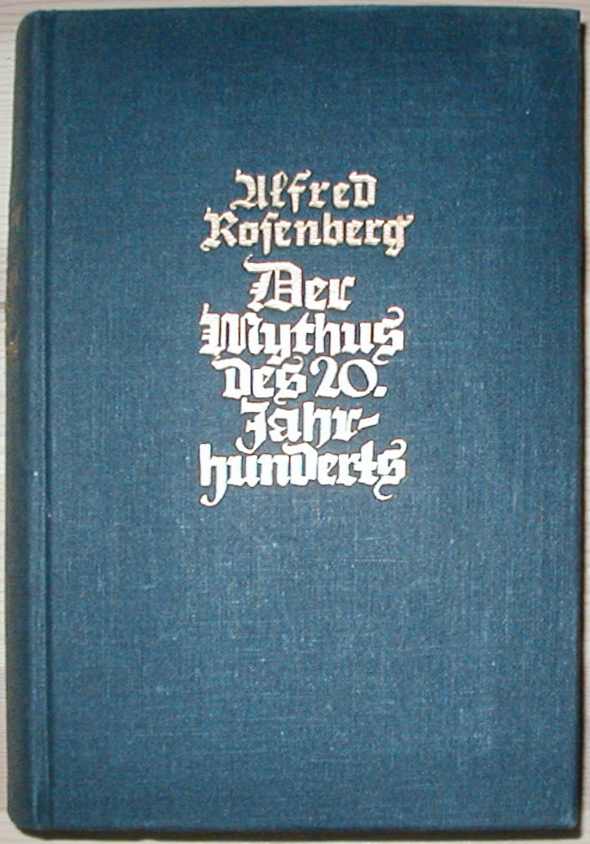
Der Mythus des 20. Jahrhunderts. 1939 edition

《二十世紀的神話》（德語：Der Mythus des zwanzigsten Jahrhunderts）是阿佛烈·羅森堡於1930年所著作之種族主義論書籍，該作者是納粹黨的主要思想中樞之一，也是納粹機關報人民觀察家報的編輯。名義上依照喬治·索雷爾特殊定義的“神話”是“鮮血之神話在卐的標示下解開了種族世界的革命，這是覺醒之種族靈魂的比賽，經過漫長的睡眠其勝利地結束了混亂的比賽。” 

這本書被描述為“第三帝國的兩本偉大的未讀暢銷書之一”（另一本是《我的奮鬥》）。希特勒在私人場合反對羅森堡的異端學說：“我必須堅持，羅森堡的《二十世紀的神話》不應被視為該黨官方學說的表達。” 希特勒授予首批以羅森堡的《二十世紀的神話》為首之德國國家藝術與科學獎，並在附有該獎項的正式文件中明確地稱讚羅森堡是“以科學而深入的方式為理解國家社會主義的思想基礎奠定了堅實基礎的人。” 

## 啟發
羅森堡的理論啟發於阿蒂爾·德·戈比諾在1853年至1855年所著之《人類種族的不平等隨筆》和休斯頓·斯圖爾特·張伯倫所著之《十九世紀的基礎》。羅森堡的《二十世紀的神話》被認為是張伯倫1899年出版的《十九世紀的基礎》的續集。
羅森堡認為上帝創造人類是在貴族美德級聯的體系中作為獨立的不同種族，而不是作為獨立的個體或具有“空白”性質的實體。 羅森堡嚴厲地反對將自然界中的“球形”人類視為反事實，並斷言每個生物種族都擁有離散和獨特的靈魂，聲稱高加索雅利安人種與所有其他種族和種族群體相比是本質上的優越，而北歐日耳曼人則認為是由其前衛精英組成的，並以模糊的“本體論”的方式認定北歐日耳曼人、雅利安人是人類柏拉圖理型論的理想形式。
其他影響包括反現代主義、弗里德里希·尼采的“革命”思想、受亞瑟·叔本華新佛教論點啟發之理查德·華格納的聖杯浪漫主義、恩斯特·海克爾的神秘主義、中世紀的神聖羅馬帝國哲學家埃克哈特大師及其繼承人的基督教神秘主義和北歐主義者的雅利安主義。

## 大綱
羅森堡對歷史的種族解釋集中在猶太人種族對雅利安人種族形成的負面影響上。他將後者等同於北歐的北日耳曼人民，還包括來自北非的柏柏爾人和古埃及的上層階級。根據羅森堡的說法，現代文化已受到閃族人的影響而破壞（參見反猶太主義），這種影響產生了頹廢藝術式現代藝術以及道德和社會的退化，相比之下雅利安人的文化是由先天的道德情感和對權力的充滿活力之意志所定義的。羅森堡認為高等種族必須統治低等種族，而不是與它們雜交，因為雜交會破壞肉體遺傳和精神的神聖結合。他對種族和國的使用有機物比喻，並認為納粹必須通過消除非雅利安人的元素來淨化種族靈魂，其方式與外科醫生從病患的身體中切除癌症的方法一樣無情且毫不妥協。
在羅森堡對世界歷史的看法中遷徙的雅利安人建立了各種古老的文明，後來由於與少數種族的婚姻關係而墮落。這些文明包括印度-雅利安文明、古波斯、古希臘和古羅馬。他認為古日耳曼人入侵羅馬帝國是“拯救”其文明，因該文明已因種族混合和“猶太世界主義”基督教而遭到破壞。此外他聲稱在法國對新教徒的迫害則是在這些地區中清除了雅利安元素的最後殘餘，這一過程於法國大革命中完成。在當代歐洲他看到接受新教教義的北歐地區最接近雅利安人的種族和精神理想。
繼休斯頓·斯圖爾特·張伯倫和其他弗尔基施主义者之後，他認為耶穌是雅利安人且特別是亞摩利人或赫梯胡里安人，原始基督教是“雅利安人”宗教，但遭到了聖保羅的保罗基督教信徒破壞，且“神話”非常反天主教並認為教會的世界主義和基督教的“猶太化”是德國精神束縛的因素之一。羅森堡特別強調異端的馬吉安主義和“阿約-波斯”摩尼教的反猶太教義作為更真實的“反猶太”耶穌基督的代表，更適合北歐的世界觀。羅森堡將馬丁·路德和宗教改革視為重新確立“雅利安精神”的重要一步，但由於在建立另一個教條主義教會方面做得不夠最終導致模棱兩可的處境。
當他討論未來帝國中宗教的未來時，他建議容忍多種形式，包括“積極的基督教”、新異教主義和“純淨的”雅利安印度教形式。在叔本華將宗教作為“民間形上學”的教學方式之後，他認為所有這些宗教系統都是寓言寓意的，並且他懷疑北歐神話能否在其中立足現代，甚至沒有承認這種可能性的可取性，因在解釋性時代中，這些神話在很大程度上失去了解釋的關鍵。
他賦予了“寓言性的”和深奧的信任的另一個神話是亞特蘭蒂斯的封閉思想，他認為這可能會保留對古老的雅利安人家的記憶：
因此今天長久以來的假設成為了一種可能性，即從北部的創造中心出發，在不假設實際的大西洋大陸被淹沒的情況下，我們可以稱呼亞特蘭蒂斯，成群的勇士一度遵從不斷更新和化身的北歐渴望征服的距離和塑造的空間。
對世界歷史的這種解釋被用來支持他的人類經驗的二元模型，正如尼采和那個時代的社會達爾文主義作家所採納的觀點一樣。

## 反應
由於受到納粹的支持，到1944年該書的銷量已超過一百萬冊，但是阿道夫·希特勒宣布它不被視為納粹黨的官方意識形態：
我必須堅持，羅森堡的“二十世紀神話”不應被視為黨的正式學說的表達。當這本書出現的那一刻，我刻意避免承認它是任何東西。首先它的標題給人的印象完全是虛假的……一個國家社會主義者應該確認，在十九世紀的神話中，他反對我們時代的信仰和科學……我本人只是粗略地瞥了一眼。
據記者康拉德·海登稱，羅森堡將手稿交給希特勒以待其出版，一年後希特勒仍然不予置評。希特勒把還沒讀完的書還給他說：“我相信那事可行的。” 約瑟夫·戈培爾在日記中第一次讀這本書時就稱其為“非常好” 並稱這本書為“哲學之書”，然而阿爾伯特·斯佩爾記得戈培爾嘲笑阿佛烈·羅森堡。
赫爾曼·戈林表示：“如果羅森堡決定……我們將只有儀式、會程、神話和這騙局。”  紐倫堡審判期間的監獄心理學家古斯塔夫·吉爾伯特（Gustave Gilbert）報告說，他採訪過的納粹領導人中沒有一個人讀過羅森堡的著作。
其公開的反基督教情緒聲明使得納粹上台時很難賦予羅森堡任何突出的地位。即使在其據點漢堡1937年也只有0.49％的居民被確定為屬於反基督教的新異教徒信仰運動，而德意志基督徒及其積極的基督教徒則有很強的地位。該書於1930年出版後遭受許多攻擊都來自其明確的反基督教信息。羅森堡為該作品寫了兩個補編，回復了天主教和新教徒的批評家。在第一篇《論我們這個時代的黑暗人：對二十世紀神話的批評者的答复》中，他指責天主教徒企圖通過在該國天主教地區促進分裂主義來破壞民族特色。他的第二篇，《羅馬的新教朝聖者：反對路德的叛國罪和20世紀的神話》中，他認為現代路德教會與天主教的距離太近了。

## 文獻
1. ↑  Quoted in Viereck, 2003, p. 229.
2. ↑  Robert E. Conot, Justice at Nuremberg, New York: Harper and Row, 1983, p. 216.
3. ↑  Roger Griffin. Fascism, Totalitarianism and Political Religion. Oxon, England, UK; New York, New York, USA: Routledge, 2005. p. 85.
4. 1 2  Hitler, Adolf; Hugh-Trevor Roper. Adolf Hitler's Secret Conversations 1941-1944, p. 400.
5. ↑  The Persecution of the Catholic Church in the Third Reich: Facts and Documents
6. ↑  Snyder, Louis L. (1939). "Gobinism: The 'Essay on the Inequality of the Human Races'," in Race: A History of Ethnic Theories. New York: Longmans, Green & Co., pp. 114-130.
7. ↑  Yahil, 1991, p. 41.
8. ↑  "The Berbers, among whom even today one finds light skins and blue eyes, do not go back to the Vandal invasions of the fifth century A.D., but to the prehistoric Atlantic Nordic human wave. The Kabyle huntsmen, for example, are to no small degree still wholly Nordic, thus the blond Berbers in the region of Constantine form 10% of the population; at Djebel Sheshor they are even more numerous", Alfred Rosenberg, The Myth of the Twentieth Century (1930), Hrp, 2004, p. 6
9. ↑  Feliks Gross, European Ideologies: A Survey of 20th Century Political Ideas, Philosophical Library, New York, 1948, p.773.
10. ↑  Irving Hexham, "Inventing ‘Paganists’: a Close Reading of Richard Steigmann-Gall's the Holy Reich", Journal of Contemporary History, January 2007 42: 59-78
11. ↑  Goebbels, Ralf Georg Reuth; Piper; ISBN 3-492-03183-8, p. 304; Original: "philosophischer Rülpser".
12. ↑  Eatwell, 1995, p. 119.
13. ↑  Albert Speer, Erinnerungen, Frankfurt am Main / Berlin / Wien 1969, p. 139
14. ↑  Goebbels, Ralf Georg Reuth; Piper; ISBN 3-492-03183-8, p. 304; Original: "... [wenn Rosenberg das Sagen hätte] ... gäbe es nur noch Kult, Thing, Mythos und ähnlichen Schwindel".
15. ↑  Michael, Robert. Holy Hatred: Christianity, Antisemitism, and the Holocaust. New York: Palgrave Macmillan, 2006, p. 177. ISBN 0230601987
16. ↑  Robert Cecil, The Myth of the Master Race: Alfred Rosenberg and Nazi Ideology p.105 ISBN 0-396-06577-5
17. ↑  Theologische Realenzyklopädie, Volume 8. Page 556. Gruyter Verlag, 1993. ISBN 978-3-11-013898-6
18. 1 2  Richard Steigmann-Gall, The Holy Reich: Nazi Conceptions of Christianity, 1919-1945, p.128.